# Nonuya (langue)
Le Nonuya est une langue presque éteinte de Colombie et du Pérou. La communauté Nonuya s'est récemment retrouvée[Quand ?], et tente de revitaliser sa culture par le biais de la revitalisation de sa langue.